# Aloísio Piazza
Aloísio Acácio Piazza (Florianópolis, 19 de junho de 1939) é um político brasileiro.

## Vida
Filho de Luiz Boiteux Piazza e Carolina Taranto Piazza.

## Carreira
Foi vereador e presidente da Câmara Municipal de Florianópolis, tendo nesta função assumido o posto de prefeito municipal.